# Sitio de Limerick (1650-1651)
Limerick, en el oeste de Irlanda fue el escenario de dos asedios durante las Guerras confederadas. El segundo y más importante tuvo lugar durante la estancia de Cromwell en 1650–51. Limerick era una de las últimas ciudades fortificadas en posesión de los católicos confederados y los Realistas contra las fuerzas del Parlamento inglés. Su guarnición, mandada por Hugh Dubh O'Neill, se rindió a Henry Ireton después de un asedio largo y duro. Más de 2000 soldados del Ejército New Model inglés perdieron la vida en Limerick, y Henry Ireton, yerno de Cromwell, murió a causa de la peste.

## Primera asedio de Ireton, octubre de 1650
Hacia 1650, los Confederados Irlandeses y sus aliados, los Realistas ingleses, habían sido expulsados del este de Irlanda por el ejército de Oliver Cromwell. Defendieron sus posiciones detrás del Río Shannon, siendo Limerick su principal baluarte en el sur. Oliver Cromwell había abandonado Irlanda en mayo de 1650, delegando el mando de las fuerzas parlamentaristas en su yerno Henry Ireton, que envió a Hardress Waller a tomar Limerick. La ciudad fue defendida por Hugh Dubh O'Neill con fuerzas del Ejército Confederado del Úlster. Cuando la vanguardia de Waller se acercaba, el consejo de la ciudad aceptó que James Tuchet, III conde de Castlehaven entrara a Limerick con sus realistas. el 9 de septiembre de 1650, Waller exigió la rendición de la ciudad. Ireton se unió a Waller en algún momento posterior. Sin embargo, el tiempo era cada vez más frío y húmedo, y Ireton se vio obligar a abandonar el sitio antes del comienzo del invierno. Se retiró entonces a sus cuarteles de invierno en Kilkenny, a donde llegó el 10 de noviembre de 1650.

## Junio 1651, Ireton regresa– Limerick bloqueada
Ireton regresó el año siguiente el 3 de junio de 1651 con 8000 hombres, 28 piezas de artillería de asedio y 4 morteros. Llamó entonces a Hugh Dubh, el comandante irlandés de Limerick a la rendición, pero fue rechazado. El asedio comenzó.
En 1651, Limerick estaba dividido en dos secciones la ciudad inglesa y la ciudad irlandesa, separadas por el río Abbey. La ciudad inglesa, donde se emplazaba laciudadela del castillo del rey Juan estaba rodeada por el agua, el Abbey en tres y el Shannon en el otro, y era conocida como la Isla del Rey. Sólo había un puente - Thomond Bridge – que fue protegido con murallas de tierra. La ciudad irlandesa era más vulnerable, pero fue fortificada más cuidadosamente. Los muros medievales fueron ensanchados con unos seis metros de tierra, haciendo muy difícil abrir una brecha en ellos. Además, la ciudad irlandesa poseía una serie de bastiones a lo largo de las murallas, armados con cañones para cubrir las aproximaciones. Los más importantes estaban en St John's Gate y Mungret Gate. La guarnición estaba compuesta por 2000 hombres, en su mayoría veteranos del Ejército Confederado del Úlster, dirigidos por Hugh Dubh O'Neill, y que se habían distinguido durante el asedio de Clonmel el año anterior.
Como Limerick estaba muy bien fortalecido, Ireton no intentó atacar sus muros. En cambio, trató de asegurar sus posiciones en torno a la ciudad, cortar las rutas de aprovisionamientos y construir emplazamientos de artillería para bombardear a los defensores. Sus tropas tomaron el fuerte del puente de Thomond, pero los irlandeses destruyeron el puente, evitando el acceso de los Parlamentaristas a la ciudad inglesa. Ireton lanzó entonces un ambicioso ataque anfibio, con una avanzadilla que atacaría la ciudad en pequeñas barcas. Inicialmente tuvieron éxito, pero el contraataque de O'Neill les expulsó. Después de este fracaso, Ireton decidió rendir la ciudad por hambre y construyó dos fuertes conocidos como el Fuerte de Ireton y el Fuerte de Cromwell en el cercano Singland Hill. Un intento irlandés de aliviar la ciudad desde el sur fue abortado en la batalla de Knocknaclashy. La única esperanza de O'Neill era ahora resistir hasta que el hambre y el mal tiempo forzara a Ireton a levantar el sitio. Con este fin, O'Neill trató de sacar de la ciudad a los ancianos, mujeres niños para hacer durar más sus suministros. Sin embargo, los hombres de Ireton mataron a 40 de estos civiles y enviaron al resto de vuelta a Limerick.

## Rendición, octubre 1651

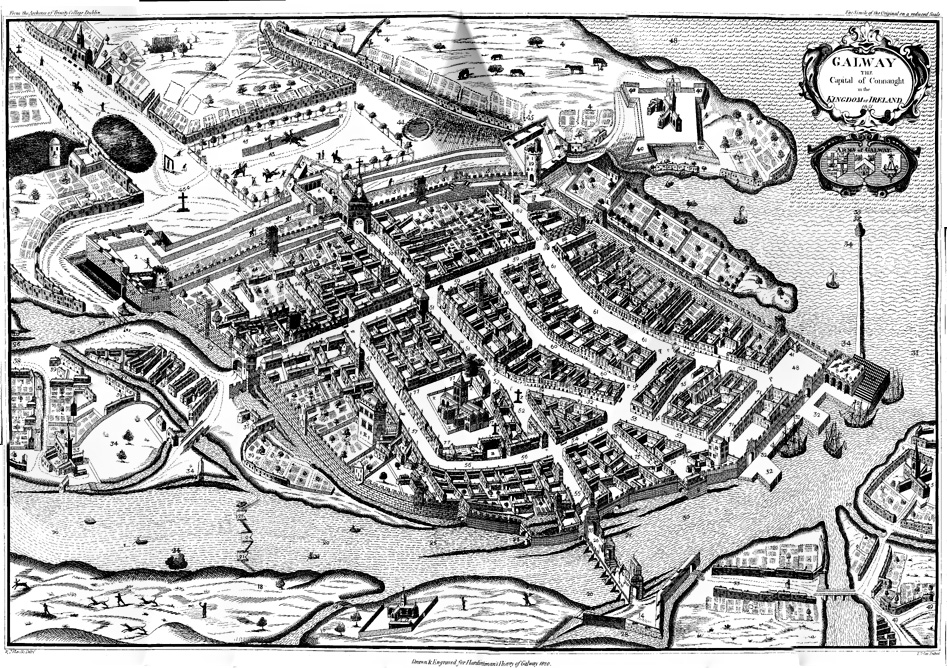
Mapa de Galway circa 1651

Después de este punto, O'Neill comenzó a ser presionado por el alcalde y la población civil para que rindiera la ciudad. La guarnición y el resto de habitantes de Limerick sufrieron terriblemente de hambre y enfermedad, especialmente tras un estallido de peste. Aún más, Ireton encontró un punto débil en las defensas de la ciudad irlandesa y consiguió abrir una brecha, permitiendo pensar en un asalto. Finalmente, en octubre de 1651, tras seis meses de asedio, parte de la guarnición de Limerick (realistas ingleses mandados por el Coronel Fennell) se amotinaron y orientaron los cañones hacia la ciudad, amenazando con disparar sobre los hombres de O'Neill a menos que se rindieran. Hugh Dubh O'Neill rindió Limerick el 27 de octubre. Las vidas de sus habitantes y sus propiedades fueron respetadas, pero fueron advertidos de que podía ser deshauciados en el futuro. Se permitió a la guarnición partir hacia Galway, que aún resistía, pero tuvo que abandonar todas sus armas. Sin embargo, la vida de los líderes civiles y militares Limerick no se incluyeron en los acuerdo. Un Obispo católico, Terence Albert O'Brien, un Concejal y el Coronel Realista Fennell (del que los Parlamentaristas afirmaban que era un "soldado de fortuna") fueron ahorcados. O'Neill también fue sentenciado a muerte, pero el comandante Parlamentarista Edmund Ludlow aplazó su ejecución y fue encarcelado en Londres. El anterior alcalde, Dominic Fanning fue ahorcado, descuartizado y decapitado, y su cabeza colocada St. John's Gate.

## El coste
Unos 2000 soldados Parlamentaristas murieron en Limerick, en su mayoría por enfermedad. Entre ellos estaba el propio Henry Ireton, que murió un mes después de la caída de la ciudad. Aproximadamente 700 miembros de la guarnición irlandesa murieron y un número desconocido, pero probablemente mucho mayor de civiles (se estima que unos 5000) también perecieron.

## Lectura más lejana
- Philip McKeiver,"A New History of Cromwell's Irish Campaign", Advance Press, Mánchester, 2007
- Padraig Lenihan, Confederate Catholics at War, Cork 2001
- James Scott Wheeler, Cromwell in Ireland, New York 1999.

- Datos: Q7510192